# Иго од Ибелина
Иго од Ибелина (1130/1131 – 1169/1171) био је један од значајнијих крсташких племића у 12. веку.

## Биографија
Иго је најстарији син Барисана од Ибелина. Вероватно је био око десет година старији од свог најмлађег брата Балијана од Ибелина. Отац му је умро 1150. године, па му се мајка оженила за Манасаса, личног саветника краљице Мелисенде Јерусалимске. Када је Мелисанда изгубила у борби за престо од свог сина Балдуина ІІІ, Манасас је прогнан, а Иго је Рамлу наследио од мајке. Учествовао је у опсади Аскалона 1153. године, а 1157. године је заробљен у бици код Банијаса. Из заробљеништва је пуштен вероватно следеће године. Године 1159. је посетио византијског цара Манојла Комнина који је боравио у кнежевини Антиохији.
Године 1163. оженио је Агнесу од Куртенеа, бившу жену краља Амалрика І Јерусалимски, мајку Балдуина ІV. Учествовао је у Амалриковој експедицији на Египат 1167. године. Изградио је мост преко Нила. Крсташи су склопили савез са султаном против Ширкуа, генерала Нур ад Дина који је у исто време покренуо поход на Египат. Иго је послат да штити Каиро. У опсади Билбејса спасао га је Филип де Мији након што је пао са коња и сломио ногу. Умро је 1169. године током ходочашћа у Сантјаго де Компостелу. Наследио га је брат Балдуин.

## Породично стабло
|  |                       |  |  |  |  |  |  |  |  |  |  |  |  |  |  |  |
|  | 2. Барисан од Ибелина |  |  |  |  |  |  |  |  |  |  |  |  |  |  |  |
|  |                       |  |  |  |  |  |  |  |  |  |  |  |  |  |  |  |
|  |                       |  |  |  |  |  |  |  |  |  |  |  |  |  |  |  |
|  | 1. Иго од Ибелина     |  |  |  |  |  |  |  |  |  |  |  |  |  |  |  |
|  |                       |  |  |  |  |  |  |  |  |  |  |  |  |  |  |  |
|  |                       |  |  |  |  |  |  |  |  |  |  |  |  |  |  |  |
|  | 3.                    |  |  |  |  |  |  |  |  |  |  |  |  |  |  |  |
|  |                       |  |  |  |  |  |  |  |  |  |  |  |  |  |  |  |
|  |                       |  |  |  |  |  |  |  |  |  |  |  |  |  |  |  |